# Mizpah
Mizpah és una població dels Estats Units a l'estat de Minnesota. Segons el cens del 2000 tenia 78 habitants.

## Demografia
Segons el cens del 2000, Mizpah tenia 78 habitants, 31 habitatges, i 19 famílies. La densitat de població era de 9,9 habitants per km².
Dels 31 habitatges en un 29% hi vivien nens de menys de 18 anys, en un 54,8% hi vivien parelles casades, en un 9,7% dones solteres, i en un 35,5% no eren unitats familiars. En el 29% dels habitatges hi vivien persones soles el 19,4% de les quals corresponia a persones de 65 anys o més que vivien soles. El nombre mitjà de persones vivint en cada habitatge era de 2,52 i el nombre mitjà de persones que vivien en cada família era de 3,25.
Per edats la població es repartia de la següent manera: un 28,2% tenia menys de 18 anys, un 5,1% entre 18 i 24, un 25,6% entre 25 i 44, un 23,1% de 45 a 60 i un 17,9% 65 anys o més.
L'edat mediana era de 38 anys. Per cada 100 dones de 18 o més anys hi havia 115,4 homes.
La renda mediana per habitatge era de 34.375 $ i la renda mediana per família de 53.125 $. Els homes tenien una renda mediana de 28.750 $ mentre que les dones 25.000 $. La renda per capita de la població era de 18.519 $. Entorn del 19% de les famílies i el 25,7% de la població estaven per davall del llindar de pobresa.

## Poblacions més properes
El següent diagrama mostra les poblacions més properes.